# Hanna Große Holtrup
Hanna Große Holtrup (* 1997 in Erfurt) ist eine deutsche Politikerin von Bündnis 90/Die Grünen. Von 2023 bis 2025 war sie gemeinsam mit Alexandra Pichl Landesvorsitzende des Landesverbandes Brandenburg von Bündnis 90/Die Grünen.

## Leben
Große Holtrup wuchs in ihrer Geburtsstadt Erfurt auf. Sie zog 2017 nach Brandenburg und studierte in Potsdam Jura. Das Studium schloss sie 2022 mit dem Ersten Juristischen Staatsexamen ab.
Vor ihrer Wahl zur Landesvorsitzenden arbeitete sie als Referentin in der Fraktion von Bündnis 90/Die Grünen im brandenburgischen Landtag.

## Politik
Im Januar 2019 trat sie Bündnis 90/Die Grünen Brandenburg bei. Sie engagierte sich sowohl bei der Grünen Jugend als auch auf Kreisebene und in der Landespartei, u. a. als Sprecherin der Grünen Jugend Potsdam, Mitglied in Strukturkommission und Landesschiedsgericht von BÜNDNIS 90/DIE GRÜNEN Brandenburg. Bei der Landesdelegiertenkonferenz im April 2023 wurde sie zur Co-Landesvorsitzenden gewählt.
Nach der Landtagswahl in Brandenburg 2024, bei der die Grünen an der 5-Prozent-Hürde scheiterten, kündigten die Landesvorsitzenden der Grünen Alexandra Pichl und Hanna Große Holtrup ihren Rückzug aus dem Parteivorsitz an. Neben dem politischen Misserfolg nannte Große Holtrup hierfür auch private Gründe. Sie wies darauf hin, dass sie sich auf ihr anstehendes Jura-Referendariat konzentrieren müsse. Im März 2025 wurde sie im Landesvorsitz abgelöst.